# Irsko na Letních olympijských hrách 2000
Irsko se účastnilo Letní olympiády 2000. Zastupovalo ho 64 sportovců (40 mužů a 24 žen) ve 10 sportech.

## Medailisté
| Medaile | Jméno               | Sport    | Soutěž              |
| ------- | ------------------- | -------- | ------------------- |
| Stříbro | Sonia O'Sullivanová | Atletika | Ženy běh na 5 000 m |